# Steven A. Cohen
Steven A. "Steve" Cohen, född 11 juni 1956, är en amerikansk företagsledare som är grundare, VD och president för den amerikanska multinationella hedgefonden Point 72 Asset Management. Dessförinnan grundade han och ledde (styrelseordförande, VD och delad CIO) en annan hedgefond med namnet S.A.C. Capital Advisors mellan 1992 och 2014. Sedan 2020 äger han 95% av basebollorganisationen New York Mets i Major League Baseball (MLB), 2012 blev han minoritetsägare för den när han köpte 8%.
Den amerikanska ekonomitidskriften Forbes rankade Cohen till att vara världens 128:e rikaste med en förmögenhet på 16 miljarder amerikanska dollar för den 11 juni 2021.
Han är en stor konstsamlare och har alternativt hade verk, till ett totalt värde på minst en miljard dollar, från bland annat Francis Bacon, Peter Doig, Lucio Fontana, Alberto Giacometti, Vincent van Gogh, Damien Hirst, Jasper Johns, Willem de Kooning, Jeff Koons, Édouard Manet, Claude Monet, Edvard Munch, Pablo Picasso, Jackson Pollock och Andy Warhol.
Cohen avlade en kandidatexamen i nationalekonomi vid Wharton School.